# Boyang (ort i Kina)
Boyang är en ort i Kina. Den ligger i provinsen Hunan, i den södra delen av landet, omkring 410 kilometer sydväst om provinshuvudstaden Changsha. Antalet invånare är 1 920.
Runt Boyang är det ganska tätbefolkat, med 86 invånare per kvadratkilometer. Närmaste större samhälle är Xianxi, 18,3 km nordost om Boyang. I omgivningarna runt Boyang växer i huvudsak blandskog.
Genomsnittlig årsnederbörd är 1 787 millimeter. Den regnigaste månaden är juni, med i genomsnitt 296 mm nederbörd, och den torraste är december, med 63 mm nederbörd.